# Сидклев, Филип
Карл Филип Сидклев (швед. Carl Filip Sidklev; род. 12 марта 2005, Стокгольм) — шведский футболист, вратарь «Аль-Бидда СК».

## Клубная карьера
Является воспитанником «Броммапойкарны». В августе 2022 года подписал с клубом первый профессиональный контракт, рассчитанный до конца 2024 года. За основной состав впервые сыграл 20 февраля 2023 года в игре группового этапа кубка страны с «Эребру». На групповом этапе Сидклев провёл все три встречи, пропустив в них семь мячей. 24 апреля дебютировал в чемпионате Швеции в матче против «Мьельбю», появившись на поле в стартовом составе.

## Карьера в сборной
Выступал за юношеские сборные Швеции различных возрастов. 27 сентября 2022 года дебютировал за сборную до 19 лет в товарищеском матче с Данией.

## Клубная статистика
| Выступление      | Выступление      | Выступление      | Лига | Лига | Кубки | Кубки | Конт. кубки | Конт. кубки | Итого | Итого |
| Клуб             | Лига             | Сезон            | Игры | Голы | Игры  | Голы  | Игры        | Голы        | Игры  | Голы  |
| ---------------- | ---------------- | ---------------- | ---- | ---- | ----- | ----- | ----------- | ----------- | ----- | ----- |
| Броммапойкарна   | Алльсвенскан     | 2023             | 1    | 0    | 3     | -7    | 0           | 0           | 4     | -7    |
| Броммапойкарна   | Итого            | Итого            | 1    | 0    | 3     | -7    | 0           | 0           | 4     | -7    |
| Всего за карьеру | Всего за карьеру | Всего за карьеру | 1    | 0    | 3     | -7    | 0           | 0           | 4     | -7    |